# Cosmarium subarctoum
Cosmarium subarctoum  là một loài Song tinh tảo trong họ Desmidiaceae, thuộc chi Cosmarium.